# Bernhard Schäffer
Bernhard Schäffer (* 6. März 1823 in Gohfeld, Westfalen; † 20. Dezember 1877 in Magdeburg) war ein deutscher Mechaniker, Erfinder und Unternehmer. Er entwickelte das Plattenfeder-Manometer, worauf er 1849 ein preußisches Patent erhielt. Er gehörte zu den Pionieren des deutschen Maschinenbaus.

## Leben
Schäffer wurde als Sohn eines Kolonialwarenhändlers geboren, der Vater entstammte einer Bauernfamilie. Nach dem frühen Tod des Vaters lag die Erziehung vor allem in den Händen eines älteren Bruders. Mit Hilfe des Bruders erhielt Schäffer eine Lehrstelle bei Mechanikermeister Johann August Oertling (1803–1866) in Berlin. Bereits während seiner fünfjährigen Lehrzeit interessierte sich Schäffer für die gerade in Betrieb genommene Eisenbahn und insbesondere für die Messinstrumente der Lokomotive.

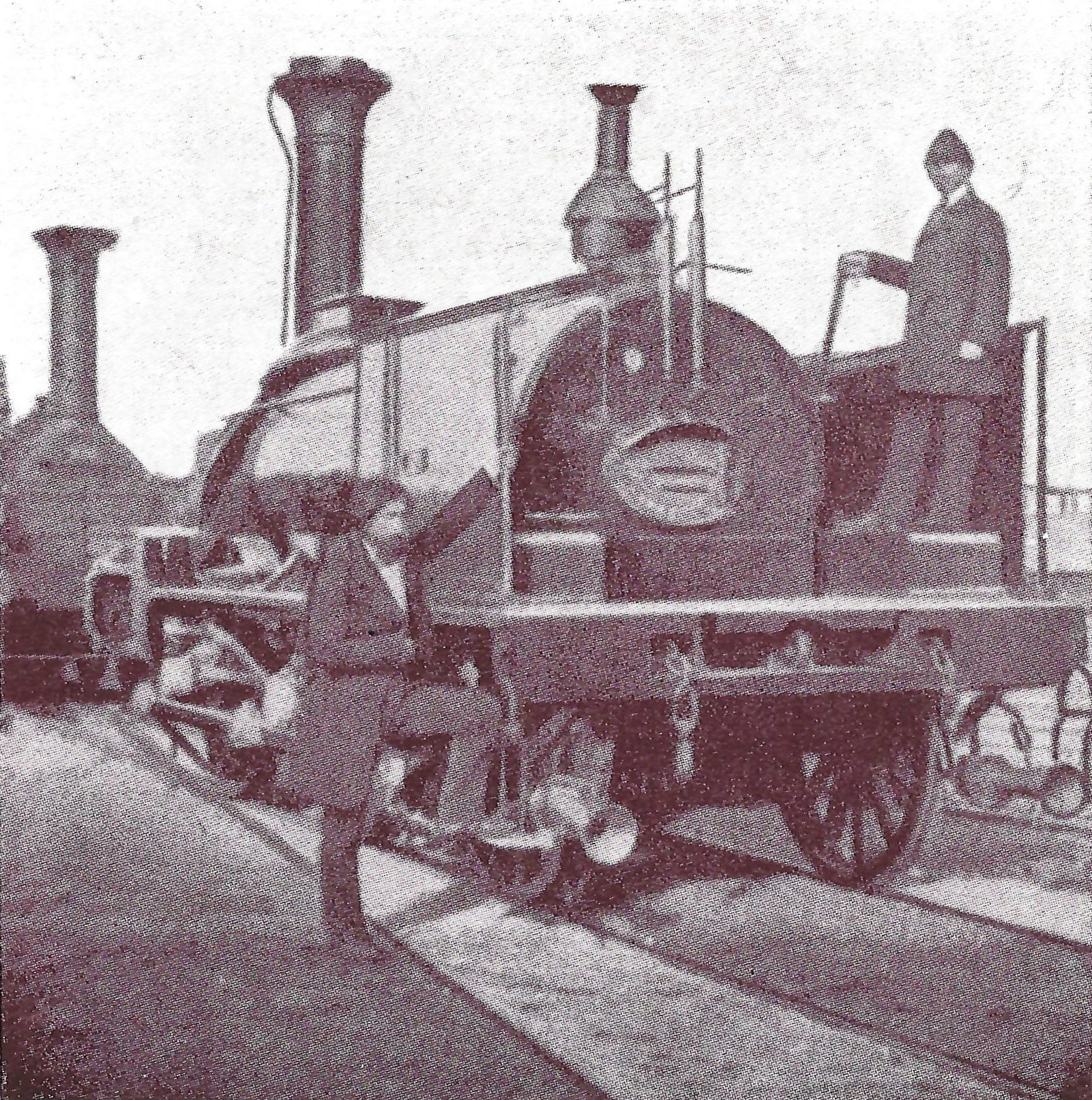
Bernhard Schäffer auf einer Lokomotive bei einer Beobachtungsfahrt, um 1860

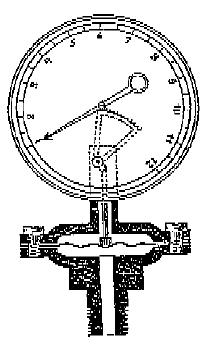
Plattenfeder-Manometer

Nach Abschluss der Lehre ging Schäffer 1843 nach Magdeburg und fand eine Anstellung in der Feinmechaniker-Werkstatt von Franz Primavesi. Dort befasste er sich mit der Verbesserung von Messinstrumenten. Er erkannte die Schwachstellen der zunächst bei der Eisenbahn verwendeten Quecksilberdruckmessgeräte und versuchte Messgeräte zu entwickeln, die den dauernden Erschütterungen im Einsatz auf Lokomotiven gewachsen waren. Es entstand das Plattenfeder-Manometer, auf das er 1849 sein erstes Patent erhielt. Eingesetzt wurde dieses in Lokomotiven. Durch die große Widerstandsfähigkeit dieses Druckmessgeräts wurde das Quecksilbermanometer verdrängt.
Schäffer gründete zusammen mit seinem Schwager Christian Friedrich Budenberg und dem Mechanikermeister Franz Primavesi 1850 eine Gesellschaft unter der Firma Schäffer & Co., Mechanische Werkstatt. Eine erste kleine Werkstatt entstand am Magdeburger Neuen Weg. Schon kurze Zeit später, die Mitarbeiterzahl war inzwischen von drei auf zwölf gestiegen, wurde die Werkstatt an die Prälatenstraße verlegt.
Nach dem Ausstieg Primavesis aus dem Unternehmen im Jahr 1852 firmierte man unter Schäffer & Budenberg. Die Produktion in Magdeburg erfolgte von 1852 bis 1859 auf dem Grundstück Stephansbrücke 15. Im Jahr 1858 entstand in Buckau bei Magdeburg eine neue, moderne Fabrikationsanlage. Neben Druckmessgeräten wurden auch Armaturen zum Betrieb von Dampfkessel- und Maschinenanlagen und zahlreiche andere Messgeräte gefertigt. Schäffer & Budenberg eröffnete Filialen in den USA und vielen europäischen Ländern, ebenso war das Unternehmen auch auf Weltausstellungen präsent.
1857 gehörte Bernhard Schäffer zu den Gründungsmitgliedern des VDI-Bezirksvereins für Magdeburg und Umgebung.

## Ehrungen
Die Stadt Magdeburg benannte ihm zu Ehren eine Straße als Schäfferstraße.